# Légszomj (betegség)
Légszomj vagy nehézlégzés (lat: dyspnae), fájdalommal vagy anélkül jelentkező levegőhiány, fulladásérzet ami hyperventilációhoz vezethet.
A légszomj oka lehet a hypercapnia (magas CO2 szint a vérben), ami egy közös tünete több betegségnek, különösen a szív és a tüdő betegségeknek, beleértve a tüdővizenyőt és a szívelégtelenséget. De okozhatja pánikbetegség is (perifériás idegrendszeren keresztül) és akkor somatoform rendellenesség tüneteként szerepelnek (amikor az állapot csak átélt). Gyakori tünete a rákos betegségeknek, különösen a tüdőrák, de a mellrák esetében is. Mivel légzést az autonóm idegrendszer és az endokrin rendszer szabályozza, endokrin rendellenességek és idegbetegségek szintén okozhatnak dyspnoe tüneteket. A reflux/LPR betegség is okozhat légzési problémákat, és súlyosbítja az asztma tüneteit.
A kezelése sok esetben nehéz, mivel figyelembe kell venni úgy a fizikai, mint a pszichológiai szempontokat.

## A légszomj okai
- Krónikus obstruktív légúti betegség
- Asztma
- Ödéma
- Embólia
- Légmell (Pneumothorax)[3]
- Tüdőgyulladás
- Szívelégtelenség
- Pánik
- Akromegália
- Gyógyszer mellékhatása
- Reflux/LPR

A légszomj szokatlanabb okai közé tartozik a súlyos allergiás reakció (anafilaxia), az idiopátiás tüdőfibrózis, a pleurális folyadékgyülem és a diabetikus ketoacidózis.
Teljesen normális, hogy a fizikai megerőltetés befolyásolja a lélegzést, de ha a légszomj hirtelen és váratlanul lép fel, az általában egy betegségi állapot  tünete. A látszólag egészséges sportolóknál is felléphet a légszomj edzés közben, ami kimerüléssel kapcsolatos. A légzőrendszerrel kapcsolatos problémákon kívül a vashiány, a vérszegénység, a fertőző betegségek és az izom-csontrendszeri betegségek is vezethetnek légszomjhoz.

## Fordítás
Ez a szócikk részben vagy egészben  a   Dyspné című svéd Wikipédia-szócikk fordításán alapul.  Az eredeti cikk szerkesztőit annak laptörténete sorolja fel. Ez a jelzés csupán a megfogalmazás eredetét és a szerzői jogokat jelzi, nem szolgál a cikkben szereplő információk forrásmegjelöléseként.